# Bruno Galluccio
Bruno Galluccio (Napoli, 1953) è un poeta italiano.

## Biografia
Bruno Galluccio è nato a Napoli, dove vive. Dopo aver frequentato il Liceo ginnasio statale Jacopo Sannazaro, si è laureato in fisica all'Università degli Studi di Napoli Federico II, occupandosi poi di telecomunicazioni e sistemi spaziali satellitari. 
Il suo primo libro di poesia, Verticali, è uscito per Einaudi nel 2009 e gli è valso il Premio nazionale letterario Pisa nella sezione Poesia. Nel 2015, sempre per Einaudi, ha pubblicato La misura dello zero, con cui si aggiudica il Premio Laudomia Bonanni. Il suo terzo libro, Camera sul vuoto, edito nel 2023 con Einaudi, è tra i titoli proposti per la prima edizione del Premio Strega poesia ed è tra i tre finalisti del Premio Napoli poesia.

## Opere

### Raccolte di poesie
- Verticali, collana Collezione di poesia, Torino, Giulio Einaudi Editore, 2009.
- La misura dello zero, collana Collezione di poesia, Torino, Giulio Einaudi Editore, 2015.
- Camera sul vuoto, collana Collezione di poesia, Torino, Giulio Einaudi Editore, 2022.